# Прудскова Валентина Олександрівна
Валентина Олександрівна Прудскова (рос. Валентина Александровна Прудскова, 27 грудня 1938, Єршов, Саратовська область, РРФСР, СРСР — 23 серпня 2020) — радянська фехтувальниця на рапірах, олімпійська чемпіонка (1960 рік), срібна (1964 рік) призерка  Олімпійських ігор, триразова чемпіонка світу.

## Виступи на Олімпіадах
| Олімпіада  | Дисципліна           | Місце     |
| ---------- | -------------------- | --------- |
| Рим 1960   | командна рапіра      | 1         |
| Токіо 1964 | індивідуальна рапіра | 5 p1 r2/4 |
| Токіо 1964 | командна рапіра      | 2         |